# Attila
Attila (okolo 395 – březen 453; skutečné jméno není známo, Attila znamená gótsky Tatíček) přezdívaný Bič Boží (latinsky Flagellum Dei) byl nejmocnější náčelník hunské říše, krátkodobého státního útvaru ve střední a východní Evropě, který vznikl v souvislosti se stěhováním národů.

## Attilova Cesta k moci
Attila pocházel z vysokých kruhů hunské společnosti. Jeho otcem byl hunský náčelník Mundžuk (latinsky: Mundiuch), o němž není nic bližšího známo. Attila byl v mládí rukojmím na západořímském císařském dvoře. Mundžukovi bratři Rugila a Octar vládli Hunům od 20. let 5. století. Octar zemřel pravděpodobně v roce 430 během tažení proti Burgundům na Rýně a v roce 434 nebo 435 je údajně zabit bleskem při vpádu do Thrákie také Rugila. Po smrti Rugily nastoupili na hunský trůn Attila a jeho bratr Bleda. Ambice Attilu záhy dohnaly k bratrovraždě (kolem roku 445), čímž sjednotil vládu nad Huny do svých rukou.

## Expanze
Attila toužil po ovládnutí území celé Evropy. Vedl řadu velkých nájezdů jak do Západořímské, tak do Východořímské (Byzantské) říše. Účelem těchto vpádů na Balkán, do Galie i na území dnešní Itálie bylo drancování a vymáhání stálých plateb. V roce 451 (snad 20. června) jeho invazi do Galie zastavil římský vojevůdce Flavius Aetius. Jeho spojencem byl především vizigótský král Theodorich I.(419–451). Rozhodující bitva se udála na Katalaunských polích, pravděpodobně v blízkosti dnešního francouzského města Châlons-en-Champagne. V následujícím roce 452 Attila pokračoval s nájezdem do severní Itálie, který ale ukončilo sjednání míru s papežem Lvem I. V té době byli Římané bez spojenců zcela bezbranní. Attilovo vojsko vyplenilo Aquileiu a táhlo dál na jih ve směru na Řím. Během italského tažení však v hunském vojsku propukly nemoci a kvůli tomu možná uzavřel s papežem mírovou dohodu.

## Vzhled
Jak přesně Attila vypadal, známo není, ale podle zápisů římských historiků je zřejmé, že nijak zvlášť krásou neoplýval. Po matce zdědil výrazné asijské rysy a byl menší postavy. Měl prý i nápadně velkou hlavu. Jeho tvář byla pokryta řídkými vousy a vlasy byly „postříbřené šedinami“.

## Attilova smrt
Stárnoucí Attila se v roce 453 n. l. rozhodl oženit s germánskou dívkou Ildikó, která se měla stát jeho již sedmnáctou manželkou. Po svatební noci ráno byl však nalezen mrtev v kaluži krve. O tom, co se stalo, existují dvě verze. První říká, že Attilu zabila Ildikó ukrytým nožem. Historikové se však většinou přiklánějí k verzi, že se Attila udusil, když mu v noci začala prudce téct krev z nosu.

### Konec Hunské říše
Po Attilově smrti začali o vládu mezi sebou bojovat jeho synové, což vyvolalo nevoli mezi podrobenými národy, se kterými údajně jednali jako s otroky. Protihunská koalice vedená gepidským králem Ardarichem porazila v roce 454 n. l. Huny v bitvě na řece Nedao (snad někde v Pannonii). Attilův syn Ellak (Ellac) byl v bitvě zabit. Zbylí Hunové poté odešli do černomořských stepí a dvě desítky let poté se zcela vytratili z historických pramenů.

### Attilův hrob

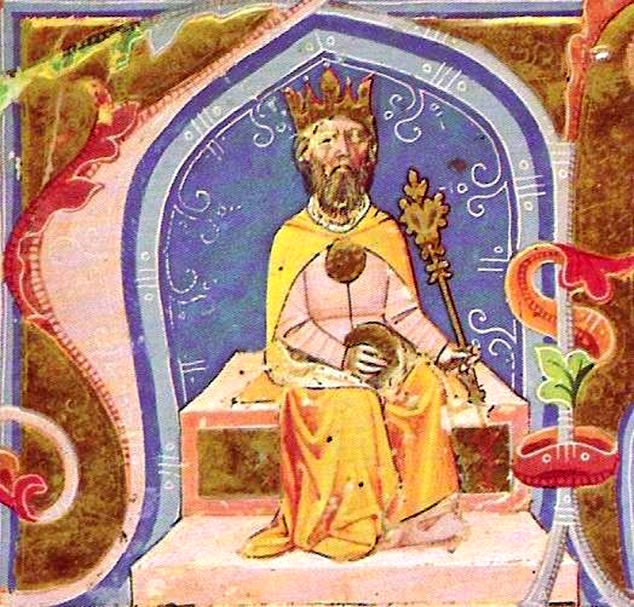
Attila na středověké miniatuře

O Attilově hrobě koluje množství pověstí. Údajně byl pohřben v hrobce s obrovskými poklady. Jeho tělo pak bylo uloženo do trojité rakve, přičemž první byla ze zlata, druhá byla stříbrná, která byla uložena ještě v třetí železné rakvi. Kde se hrob nachází, není známo, neboť prý přes něj byla svedena řeka (nejčastěji je řeč o Tise), a otroci, kteří hrob stavěli, byli všichni pobiti. O nalezení hrobu se pokoušelo mnoho hledačů pokladů, pátrali na řadě míst v Rumunsku, Maďarsku, Srbsku, a dokonce i v Nákle u Olomouce. V roku 1933 prohledával Ing. František Štěpán kuželovou vyvýšeninu (cca 18m) u Martina, (SK),  dnes část Košúty. Kopáči v hloubce 20m našli silně železitou horninu, poklad nenašli ani o dalším hledání.  Po hrobu však není ani stopy. Případné nálezce má odradit nápis Fulgur conditum – zakopaný hrom, varující před temnou silou střežící hrobku. Podle známého českého záhadologa Arnošta Vašíčka se Attilův hrob nachází v hoře Štandlu Sviadnova nedaleko Frýdku-Místku. Blízko česko-polských hranic byl totiž nalezen hunský pohřební hrnec.

## Attilova postava v umění
- Niccolò da Casola: Válka s Attilou, chanson de geste
- Stará píseň o Atlim (Atlakviða) – ze sbírky islandských hrdinských písní Poetická Edda
- Attila – opera Giuseppeho Verdiho
- Attila – obraz od Eugèna Delacroixe
- Attila – Konec světa přijde z Východu – knižní román od Williama Napiera